# Begrepp
|  | Wiktionary har en ordboksartikel om begrepp. |

Begrepp (av tyska Begriff, begreifen, begrepp, begripa) är inom filosofin det abstrakta innehållet i en språklig term, i kontrast till termen själv och de konkreta eller abstrakta objekt den syftar på.
Ett föremål som uppfyller ett antal begreppskännetecken sägs äga det begreppsinnehåll som krävs för att falla under ett visst begrepp. Begreppets begreppsomfång sägs omfatta dessa föremål och det att "ringa in" ett begrepp kallas begreppsbestämning.
Bildligt kan man se begrepp som behållare som innehåller språkliga uttryck i människans medvetande och förbinder dem med både föremålen i verkligheten och en logisk tankevärld. Empirismen vill placera behållarna i medvetandet och betraktar begreppen som produkter av en abstraktionsprocess medan platonismen och den logiska positivismen ser dem som logiska storheter som existerar oberoende av våra medvetanden och vårt språk.

## Begreppsanalys och begreppsmodell
Begreppsanalys syftar till att klargöra begreppens innebörd för att skapa ett gemensamt språkbruk inom en verksamhet. 
För att tydliggöra begreppens betydelse kan man använda en begreppsmodell. Denna definierar grafiskt och textuellt innebörden och anger deras termer.
Begreppsanalys och begreppsmodeller används ofta vid systemutveckling för att säkerställa att alla utvecklare och användare förstår varandra och använder väldefinierade begrepp.